# SSC Bari
SSC Bari (wł. Società Sportiva Calcio Bari S.p.A.) – włoski klub piłkarski, mający siedzibę w mieście Bari, na południu kraju, grający od sezonu 2022/23 w rozgrywkach Serie B.

## Historia
Chronologia nazw:
- 1908: Bari Foot-Ball Club
- 1915: klub rozwiązano
- 1924: Foot-Ball Club Bari
- 1927: klub rozwiązano
- 1928: Unione Sportiva Bari – po fuzji klubów Bari F.C. i Ideale Bari
- 1945: Associazione Sportiva Bari
- 2008: Foot-Ball Club Bari
- 2014: klub rozwiązano
- 2014: Football Club Bari 1908
- 2018: klub rozwiązano
- 2018: Società Sportiva Calcio Bari Società Sportiva Dilettantistica
- 2019: Società Sportiva Calcio Bari S.p.A.

Klub został założony 15 stycznia 1908 roku jako Foot-Ball Club Bari. W 1924 awansował do rozgrywek Prima Divisione. Pod koniec mistrzostw 1925 klub został rozformowany.
27 lutego 1928 został reaktywowany jako Unione Sportiva Bari. W sezonie 1928/29 startował w Divisione Nazionale, ale spadł do Serie B. Następnie w latach 1931–1933, 1935–1941, 1942–1950 i 1958–1961 znów grał w Serie A. 1 stycznia 1945 przyjął nazwę Associazione Sportiva Bari. Potem w sezonach 1963/64, 1969/70, 1985/86 próbował utrzymać w Serie A, ale próby były nieudane. Dopiero w 1989 po raz kolejny awansował do Serie A i tym razem udało się utrzymać się w niej do 1992 roku. Od 1994 do 2001 z wyjątkiem sezonu 1996/97 przez dłuższy czas klub był wśród stałych uczestników najwyższej klasy włoskiej.
15 stycznia 2008 klub wrócił do historycznej nazwy Foot-Ball Club Bari, a w sezonie 2008/2009 zespół zajął pierwsze miejsce w rozgrywkach Serie B i znów uzyskał promocję do Serie A. W 2011 roku po raz kolejny spadł do Serie B.
10 marca 2014 Stowarzyszenie Sportowe Bari oficjalnie ogłosiło o upadłości, a 23 maja 2014 utworzono nowy klub Football Club Bari 1908.

## Obecny skład
Stan na 1 lutego 2024
| Nr | Poz. | Piłkarz                               |
| -- | ---- | ------------------------------------- |
| 3  | OB   | Abdoul Guiebre (wypożyczony z Modeny) |
| 4  | PO   | Mattia Maita                          |
| 5  | OB   | Emmanuele Matino                      |
| 6  | OB   | Valerio Di Cesare (kapitan)           |
| 7  | NA   | Jérémy Ménez                          |
| 8  | PO   | Ahmad Benali                          |
| 9  | NA   | Marco Nasti (wypożyczony z Milanu)    |
| 10 | PO   | Nicola Bellomo                        |
| 11 | NA   | Ismail Achik                          |
| 14 | PO   | Karlo Lulić                           |
| 17 | PO   | Raffaele Maiello                      |
| 18 | NA   | Davide Diaw (wypożyczony z Monzy)     |
| 20 | NA   | Giuseppe Sibilli (wypożyczony z Pisy) |
| 21 | OB   | Žan Žužek                             |
| 22 | BR   | Brenno                                |

| Nr | Poz. | Piłkarz                                     |
| -- | ---- | ------------------------------------------- |
| 23 | OB   | Francesco Vicari                            |
| 24 | PO   | Malcom Edjouma                              |
| 25 | OB   | Raffaele Pucino                             |
| 26 | PO   | Ilias Koutsoupias (wypożyczony z Benevento) |
| 28 | NA   | Hemsley Akpa-Chukwu                         |
| 29 | NA   | Francesco Lops                              |
| 31 | OB   | Giacomo Ricci                               |
| 38 | BR   | Marco Pissardo                              |
| 44 | PO   | Gennaro Acampora (wypożyczony z Benevento)  |
| 47 | NA   | George Pușcaș (wypożyczony z Genoi)         |
| 49 | PO   | Mattia Aramu (wypożyczony z Genoi)          |
| 77 | NA   | Gregorio Morachioli                         |
| 91 | NA   | Yayah Kallon (wypożyczony z Hellasu)        |
| 93 | OB   | Mehdi Dorval                                |